# Matt Ryan (basketspelare)

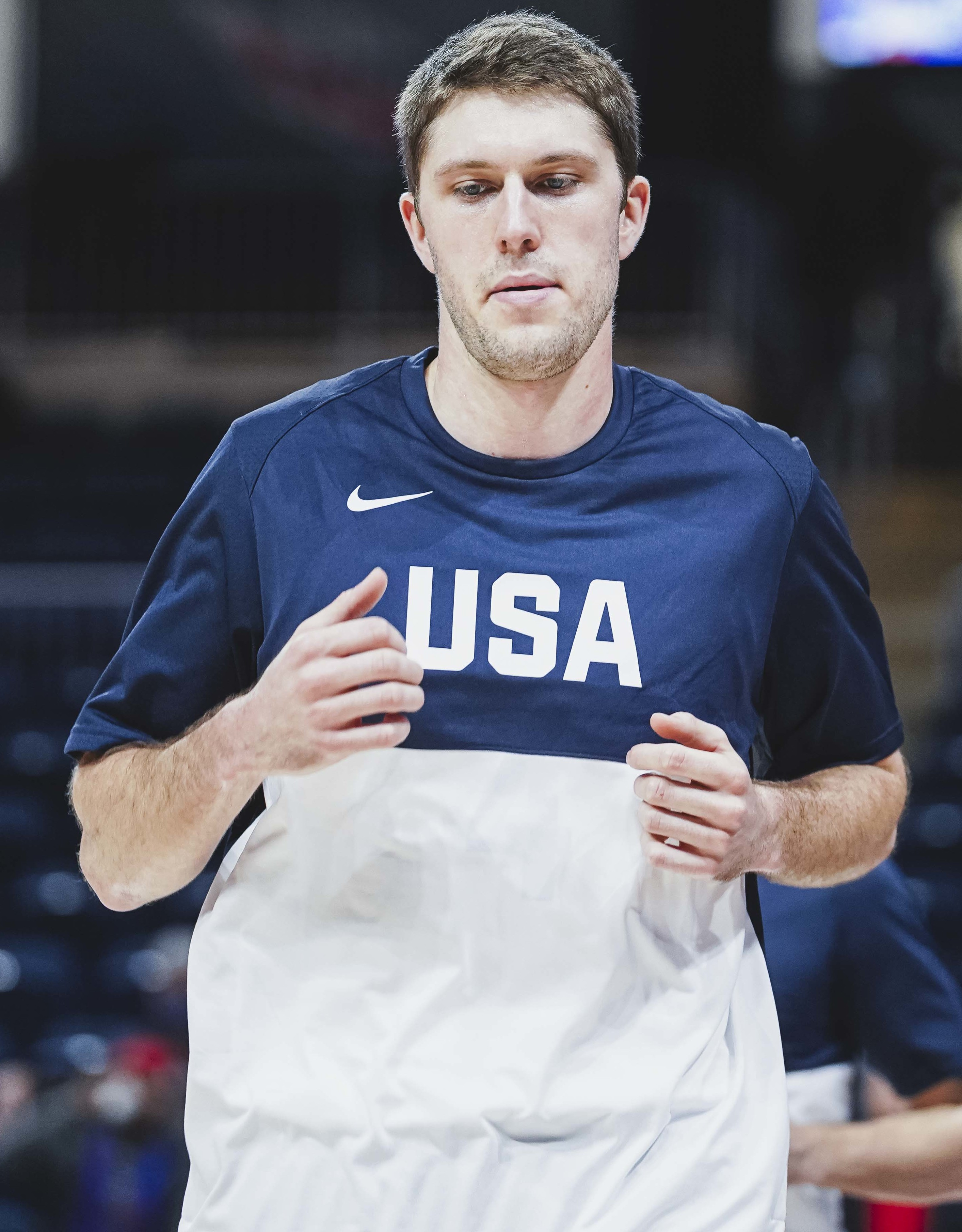
Matt Ryan, 2022.

Matthew Richard "Matt" Ryan, född 17 april 1997 i White Plains i New York, är en amerikansk professionell basketspelare (SF/PF) som spelar för New York Knicks i National Basketball Association (NBA). Han har tidigare spelat för Boston Celtics, Los Angeles Lakers, Minnesota Timberwolves och New Orleans Pelicans.
Ryan blev aldrig NBA-draftad.
Innan han blev proffs studerade Ryan först vid University of Notre Dame och spelade för deras idrottsförening Notre Dame Fighting Irish. Han blev senare överförd till Vanderbilt University för spel i Vanderbilt Commodores. Dock bara ett år senare genomfördes det en till flytt för Ryan, den här gången till University of Tennessee at Chattanooga och där han spelade för Chattanooga Mocs.